# Romertal
Romertal er et additivt talsystem, som stammer fra etruskerne, og som blev overtaget af Romerriget og har dannet grundlag for flere af de latinske bogstaver. 

## Baggrund
Det etruskiske/romerske talsystem dominerede i Europa i næsten 2.000 år. Imidlertid er romertal svære at håndtere, og matematiske beregninger blev generelt foretaget på en "abacus" af græsk abax = "bræt" eller "regnebræt". Før det Hindu-Arabiske talsystem blev taget i brug, optalte, adderede og subtraherede folk med en abacus – en forløber for vore dages regnemaskine, sandsynligvis opfundet af de gamle sumerere i Mesopotamien. Grækerne og romerne brugte småsten eller metalskiver som tælleværk. De flyttede disse på afmærkede brætter for at løse matematiske problemer. Senere blev tælleskiverne trukket på strenge monteret i en ramme. De tidlige abacus'er havde ti tælleskiver pr. streng. Den moderne udgave har en delelinje. Tælleskiver over linjen tæller fem; dem under, en. Det er unødvendigt at håndtere tællere større end fem i værdi. Gennem tiden har det mere bekvemme titalsystem, der opererer med nulfunktionen (dvs. de "arabiske tal") erstattet romertal.
I dag bruges romertal til at angive årstal på monumenter og grundsten samt i regentnumre (eksempelvis Frederik IX). De kan også bruges til at nummerere indledningssider i bøger, bindnummer for bøger i flere bind, og timerne på ure. De bruges også til at angive "take-nummeret" på et klaptræ forud for en filmoptagelse samt sidst i rulleteksterne til at angive udgivelsesåret for den færdige film. I USA bruges romertal om den årlige finalekamp i USAs National Football League, Super Bowl, er nummereret romersk med I i 1961. Finalen i 2024 hedder således Super Bowl LVIII.

## Regler for romertal
Syv bogstaver betegner tallene i det romerske system:
I = 1
V = 5
X = 10
L = 50
C = 100 (Centum)
D = 500
M = 1000 (Mille)
Romertal skal skrives så kort som muligt, typisk ved brug af disse regler:
- Hvis et mindre tal skrives før et større tal, trækkes tallet fra det store, for eksempel IV = 5 – 1 = 4.
- Hvis et mindre tal skrives efter et stort tal, lægges tallet til det store, for eksempel VI = 5 + 1 = 6.
- Største tal skal stå til venstre, undtagen hvis der trækkes fra.
- I, X, C og M må lægges til en, to eller tre gange, og skal stå sammen når de lægges til.
- I, X og C må kun trækkes fra én gang, og kun således:
  - I kan kun stå foran V og X for værdien IV = 4 og IX = 9.
  - X kan kun stå foran L og C for værdien XL = 40 og XC = 90.
  - C kan kun stå foran D og M for værdien CD = 400 og CM = 900.
- V, L og D må kun bruges én gang.
- En streg over et tegn tilkendegiver multiplikation med 1.000: V = 5.000

De største mulige romertal med de 7 grundtal henholdsvis uden og med tusindmultiplikator er:
MMMCMXCIX = 3.999 og
MMMCMXCIXCMXCIX= 3.999.999
I intervallet 1-3999 svarer det decimale heltal 3888 til det længste romertal med 15 bogstaver: MMMDCCCLXXXVIII
Ovenstående regler bliver dog ikke overholdt stringent; for eksempel bliver DCCCC brugt som 900 i stedet for det kortere CM, hvilket kan ses på administrations bygningen for Panama Kanalen fra 1914 hvor der står "Administration Panama Canal A.D. MDCCCCXIV".
Andre bogstaver har også været anvendt til at betegne beløb. For eksempel:
S = 7
O = 11
F = 40
R = 80
Y = 150
H = 200
K = 250
G = 400
Q = 500
N = 900
Z = 2000
P = 400 eller 4000
Der har desuden været anvendt et tegn, der minder om et sammensat CD, (ↀ, en cirkel med en lodret diagonal) for 1000. Derfor skrives 500 som en halv cirkel = D.
Der gælder yderligere regler for, hvad der kan betragtes som 'pæne romertal'. Fx kan 396 ikke skrives ICICICIC. Konstruktioner som IIX er set i romerske skrifter som 8, men er diskutable former. Man bør holde tegn fra samme titalspotens samlet, altså bruge CMXCIX ((1000-100)+(100-10)+(10-1)) i stedet for IM (1000-1).

## Nul
I år 525 begyndte romerne at bruge ordet nulla for tallet nul. Omkring år 725 kender man til et tilfælde hvor symbolet N er brugt for nul sammen med traditionelle romertal (i Bedes angivelser af månens størrelse ved jævndøgn). Nul er således kommet sent ind i romertallene.
Det at romerne oprindeligt ikke har haft et enkelt bogstav til at angive nul, har fået mange til fejlagtigt at tro at romerne slet ikke kunne angive nul.
Om nulla kan betegnes som et romertal i sig selv eller bare er navnet på tallet, er et rent definitionsspørgsmål.

## Romertal fra 1 til 109
Bemærk at nul blev skrevet som nulla
|         | 1=I      | 2=II      | 3=III      | 4=IV      | 5=V      | 6=VI      | 7=VII      | 8=VIII      | 9=IX      |
| 10=X    | 11=XI    | 12=XII    | 13=XIII    | 14=XIV    | 15=XV    | 16=XVI    | 17=XVII    | 18=XVIII    | 19=XIX    |
| 20=XX   | 21=XXI   | 22=XXII   | 23=XXIII   | 24=XXIV   | 25=XXV   | 26=XXVI   | 27=XXVII   | 28=XXVIII   | 29=XXIX   |
| 30=XXX  | 31=XXXI  | 32=XXXII  | 33=XXXIII  | 34=XXXIV  | 35=XXXV  | 36=XXXVI  | 37=XXXVII  | 38=XXXVIII  | 39=XXXIX  |
| 40=XL   | 41=XLI   | 42=XLII   | 43=XLIII   | 44=XLIV   | 45=XLV   | 46=XLVI   | 47=XLVII   | 48=XLVIII   | 49=XLIX   |
| 50=L    | 51=LI    | 52=LII    | 53=LIII    | 54=LIV    | 55=LV    | 56=LVI    | 57=LVII    | 58=LVIII    | 59=LIX    |
| 60=LX   | 61=LXI   | 62=LXII   | 63=LXIII   | 64=LXIV   | 65=LXV   | 66=LXVI   | 67=LXVII   | 68=LXVIII   | 69=LXIX   |
| 70=LXX  | 71=LXXI  | 72=LXXII  | 73=LXXIII  | 74=LXXIV  | 75=LXXV  | 76=LXXVI  | 77=LXXVII  | 78=LXXVIII  | 79=LXXIX  |
| 80=LXXX | 81=LXXXI | 82=LXXXII | 83=LXXXIII | 84=LXXXIV | 85=LXXXV | 86=LXXXVI | 87=LXXXVII | 88=LXXXVIII | 89=LXXXIX |
| 90=XC   | 91=XCI   | 92=XCII   | 93=XCIII   | 94=XCIV   | 95=XCV   | 96=XCVI   | 97=XCVII   | 98=XCVIII   | 99=XCIX   |
| 100=C   | 101=CI   | 102=CII   | 103=CIII   | 104=CIV   | 105=CV   | 106=CVI   | 107=CVII   | 108=CVIII   | 109=CIX   |

## Omregning af decimale heltal til romertal
Følgende procedurer omregner decimale heltal 1-3999 til romertal iflg. ovenstående regler.
Som eksempler er valgt at omregne 3824 og 1908 til romertal
Fremgangsmåde: Heltallet nedbrydes i 1000'er, 100'er, 10'ere og 1'ere:
| Procedure                    | Eksempel I: 3824 til romertal | Romertallets gradvise opbygning |
| ---------------------------- | ----------------------------- | ------------------------------- |
| M,MM,MMM                     | 3000                          | MMM                             |
| C,CC,CCC,CD,D,DC,DCC,DCCC,CM | 800                           | MMMDCCC                         |
| X,XX,XXX,XL,L,LX,LXX,LXXX,XC | 20                            | MMMDCCCXX                       |
| I,II,III,IV,V,VI,VII,VIII,IX | 4                             | MMMDCCCXXIV                     |

3824 = MMMDCCCXXIV
| Procedure                    | Eksempel II: 1908 til romertal | Romertallets gradvise opbygning |
| ---------------------------- | ------------------------------ | ------------------------------- |
| M,MM,MMM                     | 1000                           | M                               |
| C,CC,CCC,CD,D,DC,DCC,DCCC,CM | 900                            | MCM                             |
| X,XX,XXX,XL,L,LX,LXX,LXXX,XC | 0                              | MCM                             |
| I,II,III,IV,V,VI,VII,VIII,IX | 8                              | MCMVIII                         |

1908 = MCMVIII

### Computerprogram
Nedenstående computerprogram, der er skrevet i Visual Basic, omregner decimale heltal i intervallet 1-3999 til romertal.
```
Public Function Dec2Rom(T as Integer) as String  
  Dim Rom as String
  If T > 3999 Or T < 1 Then
    Dec2Rom = "Heltallet ligger uden for intervallet"
  Else
    Rom = Choose(T \ 1000 + 1, "", "M", "MM", "MMM")
    
    T = T Mod 1000
    Rom = Rom + Choose(T \ 100 + 1, "", "C", "CC", "CCC", "CD", "D", "DC", "DCC", "DCCC", "CM")
   
    T = T Mod 100 
    Rom = Rom + Choose(T \ 10 + 1, "", "X", "XX", "XXX", "XL", "L", "LX", "LXX", "LXXX", "XC")
    
    T = T Mod 10
    Rom = Rom + Choose(T + 1, "", "I", "II", "III", "IV", "V", "VI", "VII", "VIII", "IX")
   
    Dec2Rom = Rom
  End If
End Function
```

## Angivelsen IIII på urskiver
På urskiver er tallet 4 oftest skrevet som IIII i stedet for IV. Oprindelsen til denne tradition er ikke kendt, men der er blevet foreslået en række mulige forklaringer:
1. Én tradition siger, at kong Ludvig 14. af Frankrig beordrede sine urmagere til at anvende denne form, hvorefter skikken slog an.
2. Da romertallene var i brug i den egentlige romertid, var rigets øverste gud Jupiter, og hans navn blev stavet IVPPITER. Af den grund holdt nogle sig tilbage med at skrive 4 som IV og nogle brugte i stedet IIII (dette kan ses på solure fra perioden), og den tradition har således overlevet til vor tids mekaniske ure.
3. En mere simpel årsag kan være, at notationen først IV stammer fra tiden efter romerrigets fald, mens IIII er den ældre form, som der så har været tradition for at fortsætte i urmagerkredse.[kilde mangler]
4. Endelig er det foreslået, at formen IIII giver en bedre visuel symmetri for urskivens 12 tal, da den indebærer, at kun bogstavet I anvendes i de fire første tal, mens bogstavet V kun anvendes i de fire næste, og bogstavet X i de fire sidste tal. Eller som en variant heraf, at IIII resulterer i en bedre visuel balance med det modstillede VIII.